# Zvenellomorpha bella
Zvenellomorpha bella är en insektsart som beskrevs av Andrej Vasiljevitj Gorochov 2004. Zvenellomorpha bella ingår i släktet Zvenellomorpha och familjen syrsor. Inga underarter finns listade i Catalogue of Life.